# ISO 3166-2:BO
ISO 3166-2:BO — стандарт Международной организации по стандартизации, который определяет геокоды. Является подмножеством стандарта ISO 3166-2, относящимся к Боливии. Стандарт охватывает 9 департаментов Боливии. Каждый геокод состоит из двух частей: кода Alpha2 по стандарту ISO 3166-1 для Боливии — BO и дополнительного кода,  записанных через дефис. Дополнительный код образован аббревиатурой названия департаментов. Геокоды провинций Боливии являются подмножеством кодов домена верхнего уровня — BO, присвоенного Боливии в соответствии со стандартами ISO 3166-1.

## Геокоды Боливии
Геокоды 9 департаментов административно-территориального деления Боливии.
| Геокод | Административная единица | Статус      |
| ------ | ------------------------ | ----------- |
| BO-C   | Кочабамба                | департамент |
| BO-H   | Чукисака                 | департамент |
| BO-B   | Бени                     | департамент |
| BO-L   | Ла-Пас                   | департамент |
| BO-O   | Оруро                    | департамент |
| BO-N   | Пандо                    | департамент |
| BO-P   | Потоси                   | департамент |
| BO-S   | Санта-Крус               | департамент |
| BO-T   | Тариха                   | департамент |

## Геокоды пограничных Боливии государств
- Бразилия — ISO 3166-2:BR (на северо-востоке).
- Парагвай — ISO 3166-2:PY (на юго-востоке).
- Аргентина — ISO 3166-2:AR (на юге).
- Чили — ISO 3166-2:CL (на западе).
- Перу — ISO 3166-2:PE (на западе).